# Émile Colliot
Pour les articles homonymes, voir Colliot.
Jean Louis Émile Colliot, né le 12 janvier 1824 à Chaumont (Haute-Marne) et mort le 24 janvier 1881, est un auteur dramatique et poète français.

## Biographie
Connu également comme historien sous le pseudonyme d'Émile de Wroncourt, ses pièces ont été représentées sur les plus grandes scènes parisiennes du XIXe siècle : Théâtre des Folies-Dramatiques, Théâtre des Délassements-Comiques, Théâtre des Variétés etc.
Le 10 mai 1853, il épouse à Paris Jeanne Justine Edmée Bichot. Il habitait alors au 22, rue de Navarin dans l'actuel 9e arrondissement.

## Œuvres
- 1848 : Amour et Folie, drame en trois actes
- 1848 : La Mort d'André Vesale, soliloque en un acte et en vers
- 1849 : Bruxelles, père, fils et compagnie, actualité vaudeville à grand spectacle, en un acte et deux tableaux
- 1849 : Clara ou la Double Épreuve, comédie-vaudeville en un acte
- 1849 : Empereur et Savetier, vaudeville historique en un acte
- 1849 : Le Jugement de Dieu, drame vaudeville en un acte
- 1849 : La Politique des femmes, vaudeville en un acte
- 1850 : Plaisir et Charité, vaudeville en un acte, avec A. Danorger, au théâtre du Vaudeville (21 septembre)
- 1851 : Quatre cent mille francs pour vingt sous, vaudeville en un acte, avec Émile Lefebvre
- 1851 : Dans l'autre monde, rêverie-vaudeville en deux actes et trois tableaux, avec Émile Lefebvre
- 1851 : Un fameux numéro !, vaudeville en un acte, avec Paul Faulquemont et Hippolyte Lefebvre, au théâtre des Variétés (17 août)
- 1852 : L'Ami de la maison, comédie-vaudeville en un acte, avec Émile Lefebvre
- 1852 : L'Ami François, comédie-vaudeville en un acte, avec Achille Bourdois, au théâtre des Variétés (19 octobre)
- 1852 : Alice, ou l'Ange du foyer, comédie-vaudeville en un acte, avec Déaddé Saint-Yves, au théâtre des Folies-Dramatiques (23 novembre)
- 1852 : La Course à la veuve, folie-vaudeville en un acte, avec Bourdois
- 1853 : La Chanson du marteau, chanson
- 1853 : Les Ombres blanches, poésies, avec Jules Bertrand
- 1853 : La Dernière Heure d'un avare, soliloque en un acte
- 1853 : Le Mari par régime, comédie-vaudeville en un acte, avec Bourdois et Lapointe
- 1853 : Mêlez-vous de vos affaires, vaudeville en un acte, avec Bourdois et Lapointe
- 1853 : Les Moustaches grises, vaudeville en un acte, avec Bourdois et Lapointe
- 1854 : À la recherche d'un million, comédie-vaudeville en un acte, avec Armand Lapointe et Henri Mareuge
- 1854 : Un provincial qui se forme, comédie-vaudeville en un acte, avec Lapointe
- 1857 : De l'avenir du clergé catholique
- 1858 : Hommage à S. M. Napoléon III d'un moyen d'obtenir le pain et le loyer à bon marché
- 1859 : Les Deux Maniaques, comédie-vaudeville en un acte, avec Adolphe Choler et Lapointe
- 1864 : À qui la pomme ?, fantaisie en un acte (10 mai)
- 1864 : Une chanson de Béranger, vaudeville en quatre actes et cinq tableaux, avec Bourdois
- 1864 : Les Femmes du sport, tableau de mœurs, de salon et d'écurie, en quatre actes, avec Bourdois
- 1866 : La Vie à la vapeur, vaudeville fantastique en quatre actes et six tableaux, avec Bourdois
- 1872 : Pour la France, s'il vous plaît !, monologue